# Pedioplanis rubens
Pedioplanis rubens là một loài thằn lằn trong họ Lacertidae. Loài này được Mertens mô tả khoa học đầu tiên năm 1955.